# Sincitina-1
Sincitina-1 es una proteína encontrada en humanos y otros primates originada por el gen de cubierta  ERVW-1  (siglas del inglés para endogenous retrovirus group W envelope member 1, que se traduce como 'retrovirus endógeno de cubierta grupo W miembro 1').
El gen es parte de un provirus que participa en la formación del sincitiotrofoblasto y en la fusión de gametos. Se estima que este elemento viral endógeno se integró en la línea germinal de los humanos y en otras especies de primates del Viejo Mundo hace 25 millones de años.
En los seres humanos, la sincitina-1 y sincitina-2, ayudan a formar la membrana de la placenta que se adhiere al útero. Esta membrana también ayuda a prevenir que el sistema inmunológico de la madre ataque al feto como si fuese un objeto extraño. La interfase materno-fetal es un sitio de "tolerancia activa" hacia el embrión. Esta característica fisiológica en la placenta, es denominada  Privilegio inmune.

## Origen
A partir de análisis filogéneticos del retrovirus endógeno humano-W (HERV-W, siglas en inglés para Human Endogenous Retrovirus-W) se compararon las secuencias genómicas del retrovirus dentro de diferentes especies de mamíferos. Se examinaron las secuencias de HERV-W de humanos y otros primates como el chimpancé común (Pan troglodytes), gorila (Gorilla gorilla), orangután (Pongo pygmaeus), gibón crestado (Hylobates pileatus), macaco Rhesus (Macaca mulatta), papión de Guinea (Papio papio), mono ardilla boliviano (Saimiri boliviensi), tití cabeza blanca (Saguinus oedipus), tití común (Callithrix jacchus) y lemúr negro (Eulemur macaco). También se compararon las secuencias genómicas de otros mamíferos a partir de muestras de células de gato, ratón, perro, hámster, conejo y oveja. No se detectó la presencia de las secuencias del HERV-W en los otros mamíferos, el lemúr y en las especies de primates del Nuevo Mundo. Solamente en las de humanos y otros primates del Viejo Mundo. A partir de lo anterior, se concluyó que el retrovirus HERV-W probablemente se integró como elemento viral endógeno en la línea germinal del linaje del ser humano y otros primates hace más de 25 millones de años.

## Receptor
El receptor de sincitina-1, es el transportador de aminoácidos 2 dependiente de sodio (ASCT2 o SLC1A5).
Este receptor coloca a la sincitina-1 en un gran grupo de interferencia viral llamado grupo de interferencia del receptor retroviral tipo D de mamíferos (RDR, sigla del inglés). Se ha demostrado que la sincitina-1 interfiere con la infección viral in vitro generada por el virus de la necrosis del bazo (SNV, sigla del inglés para spleen necrosis virus), miembro del grupo de interferencia RDR.
La sincitina-1 también puede reconocer al receptor ASCT1 o SLC1A4, pero este receptor no es un receptor del grupo de interferencia RDR. Los estudios de mutación de sincitina-1 y de ASCT2 han brindado información sobre los posibles dominio de unión al receptor (RBD, siglas del inglés para receptor binding domains) y sus determinantes. Se identificó un RBD putativo en sincitina-1 en los residuos 117-144. La secuencia de aminoácidos en esta región está bien conservada entre los miembros del grupo de interferencia RDR. El motivo de secuencia SDGGGX2DX2R está presente en todos los miembros del grupo de interferencia RDR dentro de esta región conservada y puede desempeñar un papel importante en el mecanismo de unión. La evidencia preliminar con sincitina-1 y el virus de la necrosis del bazo indican que este motivo contiene los determinantes de unión a ASCT2.
El ectodominio más grande de ASCT1 y ASCT2, el segundo bucle extracelular (ECL2), contiene en su extremo C-terminal una región hipervariable de 21 residuos entre los receptores humanos, de ratón y de hámster. Se demostró que esta región confiere especificidad a la unión del receptor por la mayoría de los miembros del grupo de interferencia RDR.
Tanto el patrón de glucosilación como las diferencias en la secuencia de aminoácidos entre los receptores humanos y de roedores son determinantes en la susceptibilidad a la infección por miembros del grupo de interferencia RDR. Las células que expresan murinas ASCT1 (de ratón) solo son susceptibles a la sincitina-1 y a otra proteína env retroviral endógena (la de Retrovrius endógeno de babuino). La ASCT1 humana solo se ha demostrado que se une a la sincitina-1. Se necesita mayor investigación para dilucidar los determinantes de unión de ASCT y RDR. 

## Estructura
La sincitina-1 comparte muchos elementos estructurales con las glucoproteínas (gp) retrovirales de clase I (como la gp del virus de la leucemia murina, la gp del ébolavirus y la gp120, gp41 del VIH). Está compuesta por una subunidad de superficie (SU) y una subunidad transmembrana (TM), separadas por un sitio de clivaje de la proteasa furina. Las dos subunidades forman un heterodímero y probablemente estén unidas por un enlace disulfuro entre dos motivos conservados ricos en cisteína: CXXC en SU y CX6CC en TM.
Este heterodímero probablemente forma un homotrímero en la superficie celular. En la región transmembrana (TM), la Syncytina-1 contiene el péptido de fusión y dos repeticiones de héptadas (en inglés heptad repeats, HR) separadas por una región de cadena invertida común a las glicoproteínas retrovirales de clase I. La sincitina-1 es una proteína de membrana de un solo paso y tiene una cola citoplasmática relativamente larga; sin embargo, se ha demostrado que el truncamiento de la cola citoplasmática en solo 14 residuos aumenta la actividad fusogénica, lo que indica que su extremo C-terminal probablemente esté involucrado en la modulación de la actividad de fusión.